# Johanna Decker

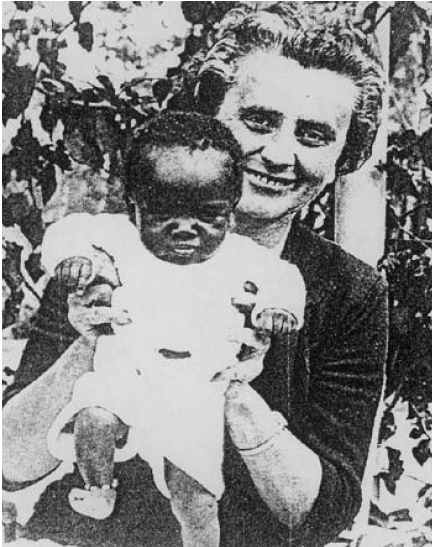
Johanna Decker

Johanna Maria Katharina Decker (* 19. Juni 1918 in Nürnberg; † 9. August 1977 vor dem St. Paul’s Buschhospital) war eine deutsche katholische Missionsärztin. Sie wurde während des Bürgerkriegs in Rhodesien (heute: Simbabwe) am 9. August 1977 von Terroristen ermordet.

## Leben
Johanna (Rufname: Hanna) Decker wurde als Tochter des Zoll-Finanzrats Ignaz (1876–1947) und Maria-Anna Decker, geb. Jäger (* 1884) in Nürnberg geboren. 1922 wurde ihr Vater nach Amberg versetzt. Dort besuchte sie die Volksschule und von 1928 bis 1934 das Lyzeum der Armen Schulschwestern. Dieses trägt heute als Dr.-Johanna-Decker-Schulen Amberg ihren Namen. Sie war eine überdurchschnittlich gute Schülerin, war künstlerisch begabt, konnte gut zeichnen und spielte Klavier. 1937 absolvierte sie mit dem Abitur die Oberrealschule in Amberg.
Decker war in der kirchlichen Jugendarbeit aktiv. Seit diesem Zeitpunkt muss bei ihr der Gedanken gereift sein, in den Missionsärztlichen Dienst einzutreten. Mit diesem kam sie in Würzburg in Kontakt, wo sie 1939 in das Missionsärztliche Institut eintrat. Am Fest Epiphanias (6. Januar) 1946 legte sie das eidliche Versprechen ab, „nach Vollendung der medizinischen Studien sich mindestens 10 Jahre lang den Missionen in den Heidenländern zu widmen“.
Nach dem Medizinstudium in Würzburg und München folgte eine Ausbildung als Fachärztin für Neurologie in Mainz. 1950 wurde sie vom Missionsärztlichen Institut in Würzburg nach Bulawayo in Rhodesien (heute: Simbabwe) entsandt. Zunächst absolvierte sie eine längere Eingewöhnungsphase im Hospital der Fatima-Mission. Anschließend wurde sie 1960 mit der Einrichtung des neuen Busch-Krankenhauses St. Paul’s im Lupane-Distrikt des nordwestlichen Simbabwes (nördliches Matabeleland) beauftragt.
In Zusammenarbeit mit den Mariannhiller Missionaren, die die pastorale und wirtschaftliche Betreuung übernahmen, kümmerte sich Decker um das Hospital. Als einzige Ärztin im Umkreis von 100 km betreute sie mit ihrem Team auch die sieben Außenstationen. Ihre Anwesenheit am Ort bedeutete auch gleichzeitig Dienst in der Klinik, ein Privatleben gab es praktisch nicht. Binnen weniger Jahre wurde ein modernes Krankenhaus mit der dazugehörigen Infrastruktur (Wohnungen für die Angestellten und Schwesternschülerinnen) errichtet.
Am 9. August 1977 ereignete sich ein Überfall auf St. Paul’s. Zwei schwer bewaffnete Terroristen drangen durch das Hauptportal des Krankenhauses ein. Zuvor hatten die zwei alkoholisierten Männer auf dem Weg ins Hospital einen Politiker ermordet, einem Mann die Augen ausgestochen und auf dem Hospitalgelände Patienten geschlagen. Im Ambulanzraum stellten sie Decker, die gerade Patienten untersuchte und behandelte. Sie wurde dabei von der in Österreich geborenen 53-jährigen Sr. Ferdinanda Ploner (CPS), die einen südafrikanischen Pass hatte, unterstützt. Die beiden Guerilleros forderten Geld, und Decker gab ihnen den Inhalt der Kasse, was den beiden Aufständischen nicht genug war. Decker sagte ihnen, dass sie mehr Geld in ihrem Haus habe, und wollte es holen. Auf dem Weg zu ihrem Haus eröffneten die Rebellen aus ihren Kalaschnikows das Feuer. Decker und Sr. Ferdinanda starben sofort. Decker war von einem Schuss, Sr. Ferdinanda von acht Kugeln getroffen.
Johanna Decker liegt auf dem Stadtfriedhof in Bulawayo begraben.

## Hintergrund und Folgen der Tat
Decker war stets ihrer Berufung treu geblieben. Wie von vielen Leuten bezeugt, weinte sie sehr bei ihrem letzten Abschied von Europa im Herbst 1976 auf dem Flughafen in Rom. Dies hing mit der Ermordung des Diözesanbischofs von Bulawayo Adolph Gregor Schmitt im Dezember 1976 zusammen. Im Bürgerkrieg waren die Einrichtungen der (weißen) Missionare bevorzugtes Ziel von Terroranschlägen. Der Missionsorden der Mariannhiller verzeichnete im Zeitraum von bis 1985 insgesamt neun getötete Ordensschwestern.
Die Tat selbst konnte nie aufgeklärt werden, und die Täter wurden nie gefasst. Berichten zufolge sollen bei dem Überfall R$ 400 (ungefähr £ 400) gestohlen worden sein. Während des Überfalls soll es zu Übergriffen auf das afrikanische Krankenhauspersonal gekommen sein. Auch soll den Schwestern mit Vergewaltigung gedroht und rund 130 Patienten sollen aus ihren Betten getrieben worden sein.
Nach der Unabhängigkeit Simbabwes im Jahre 1980 wurde für alle Untaten während des Bürgerkrieges im Lancaster-House-Abkommen eine allgemeine Amnestie vereinbart. Der Terroranschlag wurde also nie gesühnt.
Nach der Ermordung Deckers und Ploners musste das Krankenhaus geschlossen werden. Einige Monate später wurde es geplündert und zerstört. Danach lag das Gelände für längere Zeit brach. Heute wird St. Paul’s als Außenstation des Missionskrankenhauses St. Luke’s geführt. Es soll Pläne geben, die von Decker erbaute Kirche auf dem Gelände wieder aufzubauen.

## Bedeutung / Auszeichnungen / Ehrungen
Decker erwarb sich durch ihr jahrelanges außergewöhnliches Engagement und die große Umsicht, mit der sie das Krankenhaus führte, einen hervorragenden Ruf. In der Literatur wird sie auch als „Märtyrerin der Medical Missions“ bezeichnet. Ihr Tod hatte aber weder medizinische noch theologische Ursachen. Sie bezahlte ihren Beruf als Missionsärztin mit dem Leben, weil sie um ihrer Aufgabe willen in einer Güterabwägung ein kalkuliertes Risiko eingegangen war; die (medizinische) Sorge für die ihr anvertrauten Menschen wog für sie schwerer als ihre eigene Sicherheit. Sie gilt heute noch als Vorbild für alle angehenden Missionsärzte und ist über die Grenzen Simbabwes und Deutschlands hinaus bekannt.
Decker erwarb sich auch als Wissenschaftlerin durch eine Reihe von Artikeln in medizinischen Fachzeitschriften in Südafrika, Großbritannien und Deutschland einen Namen. Am 29. November 1979 wurde ihr posthum der Noristan Preis des Wissenschaftsrates von Pretoria verliehen. Das University College of Rhodesia and Nyasaland, die spätere University of Rhodesia bzw. die heutige University of Zimbabwe schickte regelmäßig junge Ärzte und Famuli zur Aus- und Weiterbildung in ihr Hospital.
1981 wurde in ihrem Heimatort Heimstetten/Kirchheim bei München eine Straße nach ihr benannt. 2006 wurde ein Gebäude des Missionsärztlichen Instituts in Würzburg offiziell in Hanna-Decker-Haus umbenannt.
Johanna Decker wurde als Glaubenszeugin in das Deutsche Martyrologium des 20. Jahrhunderts und in das ökumenische Märtyrerverzeichnis Zeugen einer besseren Welt aufgenommen.

## Schriften
- Zentrale Nervenerkrankungen nach peripheren Verletzungen – unter besonderer Berücksichtigung der Syringomylie, spinalen Muskelatrophie und amyotr. Lateralsklerose. Diss. Uni. München, 1942.
- Der Missionsarzt. In: Hippokrates 14/1963.